# Milleneufcentquatrevingtdixneuf
Pour les articles homonymes, voir 1999 (homonymie).
Milleneufcentquatrevingtdixneuf est un recueil de dessins de Enki Bilal sorti en 1999. Il est composé de toute une série d'illustrations, dont une grande partie d'inédites.